# Nothing, Nowhere
Džozef Edvard Malerin (engl. Joseph Edward Mulherin; 4. јun 1992) poznatiji po svom umetničkom imenu Nothing,Nowhere, je američki muzičar, pevač, reper, pisac i producent.
Pored pisanja, komponovanja i produciranja muzike, Malerin odrzava grupu muzičara, njegovih prijatelja koji sa njim nastupaju na svirkama uživo pod imenom Nothing,Nowhere. Bend je na više turneja gostovao kao predgrupa bendovima “Real Friends”, “Tiny Moving Parts”, “Thrice” i  “La Dispute”.

## Biografija
Mulerin je odgajan  u Foksborou, gradiću u američkoj saveznoj državi Masačusets, dok je leta provodio u Hajd Parku. Završio je  osnovnu državnu školu, a promenio je nekoliko srednjih škola.

## Istorija
Mulerin je počeo 2015. godine da šalje pesme na SaundKlaud pod imenom Nothing,Nowhere. U junu te godine objavio je svoj debitantski album pod nazivom „the nothing,nowhere.“  Nakon što je objavio dva EP-a, „Bummer“  i „Who Are You“, zajedno sa austrijskim producentom Oilkolor-om, objavio je svoj komercijalni debi, „Reaper“ 20. oktobra 2017. godine, album emo repa na gitari koji je Njujork Tajms okarakterisao kao „jedan od najperspektivnijih pop albuma godine“. Producirao je album sa Erik Ronom i Džej Viom. Pesmu „Hopes Up“ je uradio zajedno sa Kris Karabom iz američkog rok benda „Dashboard Confessional“, a  pesmu „REM“ sa reperom Lil Vestom. Muzički kritičar Njujork Tajmsa Džon Karamanika, naveo je „Reaper“ kao svoj album broj jedan za 2017. godinu.
Nakon što je Mulerin objavio novi muzički spot za pesmu „Ruiner“, gde je naslov numere bio najava za njegov nadolazeći istoimeni album, potvrdjeno je da je Mulerin 16. februara 2018. godine potpisao ugovor za američku izdavačku kuću „Fueled By Ramen“. Taj album je objavljen 13. aprila iste godine.  U martu 2018. Mulerin je otkazao turneju zbog hroničnog laringitisa i nemogućnosti da nastupa, a ova turneja je uključivala  i njegov prvi evropski nastup, u Londonu.
Od 19. oktobra do 9. novembra 2018. godine Mulerin je bio na turneji po Evropi.
Mulerin je imao nekoliko različitih pseudonima pored „nothing,nowhere.“, kao što su: „never,forever“, „TRAU CHOI“ i „Lil Tofu“. „Never, forever“ je bio mali sporedni projekat koji je Mulerin objavio na SaundKlaudu. „TRAU CHOI“ je bio bend izmedju „nothing,nowhere.“ i ostalih povezanih izvodjača, koji je izbacio demo pesmu 2014. godine i istoimeni EP od 5 pesama na Bendkampu 2016. godine. „Lil Tofu“ je bila parodija na stereotipe rep i emo kulture na SaundKlaudu.
Džoa je često inspirisao profesor Majk Hant u ranim počecima. Takodje pre nego što je nabavio svoj prvi instrument, pozajmljivao je bas gitaru od svog prijatelja Mark Mekgajera, koji je bio jedan od prvih ljudi koji ga je uveo u svet muzičke industrije.

## Privatni život
Mulerin nikada nije koristio alkohol, cigarete ili druge vrste droge. U prvoj godini srednje škole postao je član podkulture hard rok panka - vegan strejt edža.
U avgustu 2018. godine, Mulerin je otkazao niz emisija, uključujuci i nastupe na muzičkim festivalima u Engleskoj, „Reading and Leeds“, zbog jake anksioznosti. Pre toga u julu 2018. godine je takodje otkazao gostovanja i emisije zbog depresije i anksioznosti, što je dalje dovelo do njegovog priznanja da je na lečenju. U jednom intervjuu je otkrio da je kao dete redovno osećao anksioznost i napade panike, a kasnije je to uticalo na njegov život prešavši u depresiju.
Pre stvaranja muzike, Mulerin se interesovao za film. Pohadjao je filmsku školu na Burlington Koledžu u Vermontu i tokom nje je ko-kreirao kratak film „Watcher“ koji je osvojio nagradu  na Vermontskom Internacionalnom Filmskom Festivalu. Pod organizacijom „Creative Mind Group“ 2013. godine je učestvovao na takmičenju na 66-om Festivalu Filma u Kanu, u Francuskoj, kao snimatelj, režiser i ko-urednik filma „One Day“ koji je osvojio 3 nagrade.

## Spoljašnje veze
- nothing,nowhere. na SoundCloud